# Кузайкино (Лениногорский район)
Кузайкино — населённый пункт Новочершилинского сельского поселения Лениногорского района Республики Татарстан. Численность населения на 1 января 2011 года — 53 человека.
В настоящее время население занято растениеводством, молочным скотоводством, свиноводством.

## История
Кузайкино впервые упоминается в материалах четвёртой переписи (1785 г.). Согласно данным в селе проживало из новокрещённой мордвы (эрзя) 102 человека ясашных крестьян. Первоначально село именовалось Мордовская Сугушла. Название деревни восходит к древнему эрзянскому имени Кузай, так, вероятно, звали основателя деревни.
В 1910 году деревня состояла из 163 двора, в которых насчитывлось 1152 жителя, имелась миссионерская школа, также была построена церковь. Село входило в состав Федотовской волости.
Советская власть установлена в феврале 1918 года. В годы гражданской войны Кузайкино несколько раз переходило из рук в руки. Жители Кузайкинской волости активно поддержали восстание «Чёрного орла». В селе была изувечена и забита до смерти учительница русского языка местной школы.
В 1930 году образован колхоз «Победа». После образования одноимённого колхоза в М. Кармалке именовавшийся «Победа № 1» (позднее стал называться колхоз имени Молотова). В 1936 году колхоз «Победа № 1» приобрёл первый автомобиль.
8 августа 1941 года на общем собрании граждан Кузайкинского сельсовета решили выделить в фонд обороны по 15 трудодней с каждого колхозника.
В 1950 году в состав кузайкинского колхоза им. Молотова вошёл колхоз «Венера» (Сергеевка).
В 1985 году Кузайкино посетили деятели мордовской литературы О. Абрамов, Г. Агейкин и другие, приезжавшие в Лениногорский район в составе делегации писателей Мордовии. Писатели подарили сельчанам фотоальбомы и книги с дарственными подписями. В советские времена преподавался эрзянский язык. В сельском клубе имелся фольклорный ансамбльэ
16 октября 2005 года Кузайкино включено в состав Новочершилинского сельского поселения.